# Superpesis
Die Superpesis ist die höchste professionelle Pesäpallo-Liga in Finnland. Sie wurde 1990 gegründet, um die SM-sarja zu ersetzen, die bis dahin (von 1955 bis 1989) die höchste Spielklasse gewesen und großenteils noch eine Amateurliga war.
Sowohl die Top-Liga der Herren als auch der Damen wird „Superpesis“ genannt, wobei in der Saison 2022 bei den Herren 13 Mannschaften, bei den Damen 12 Mannschaften teilnahmen. Jeweils eine Mannschaft steigt am Ende der Saison in die Ykköspesis ab, welche die Spielklasse unterhalb der Superpesis darstellt.
Am populärsten ist die Liga in eher ländlichen und kleinstädtischen Gebieten Finnlands, teils aber auch in größeren Städten wie Tampere und Oulu, wo Pesäpallo regelmäßig eine große Anzahl an Zuschauern anzulocken vermag, vor allem, wenn man die Zuschauerzahlen in Verhältnis zur dort lebenden Bevölkerungszahl setzt.

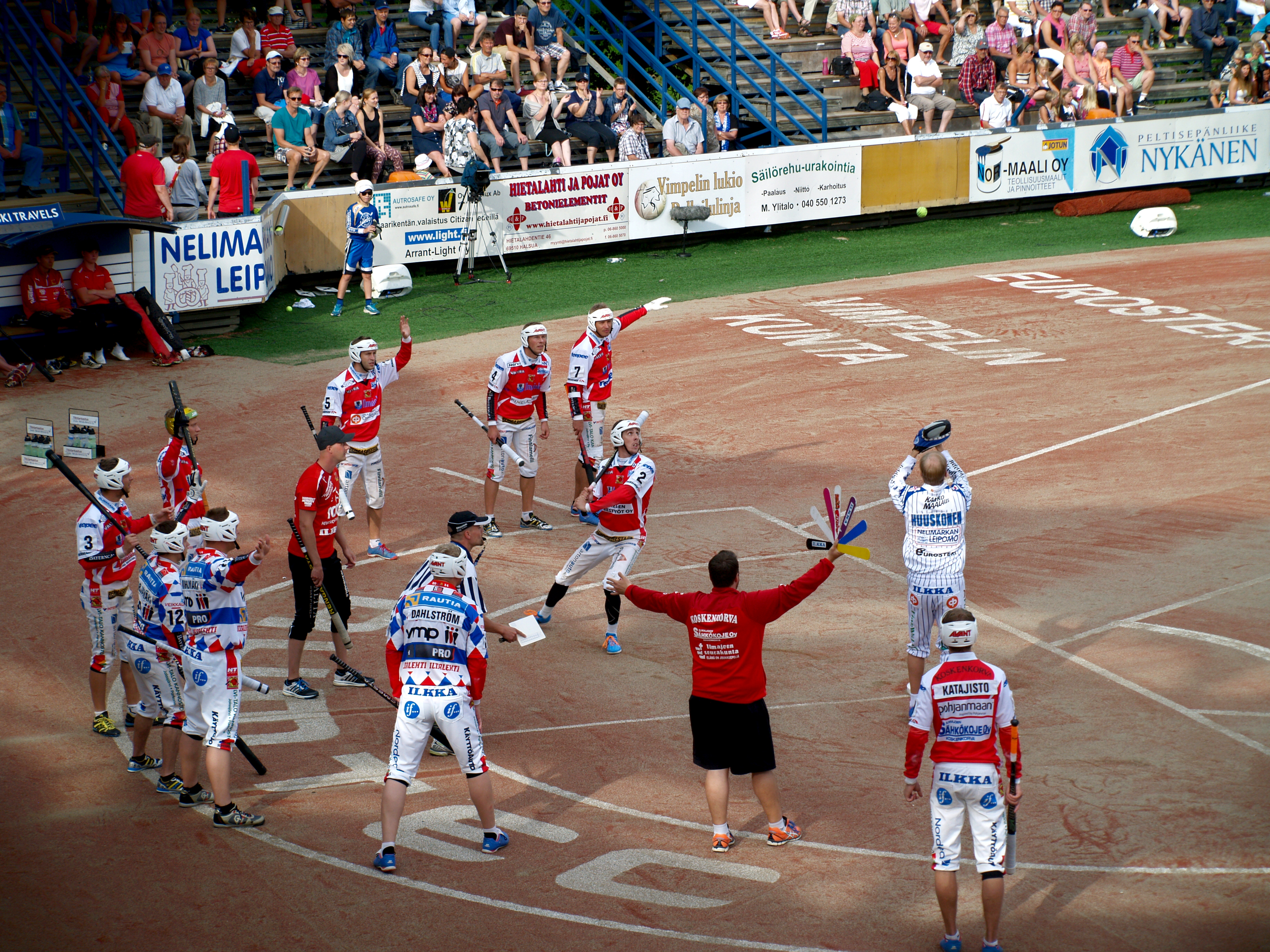
Superpesis-Spielszene: Vimpeli gegen Koskenkorva.

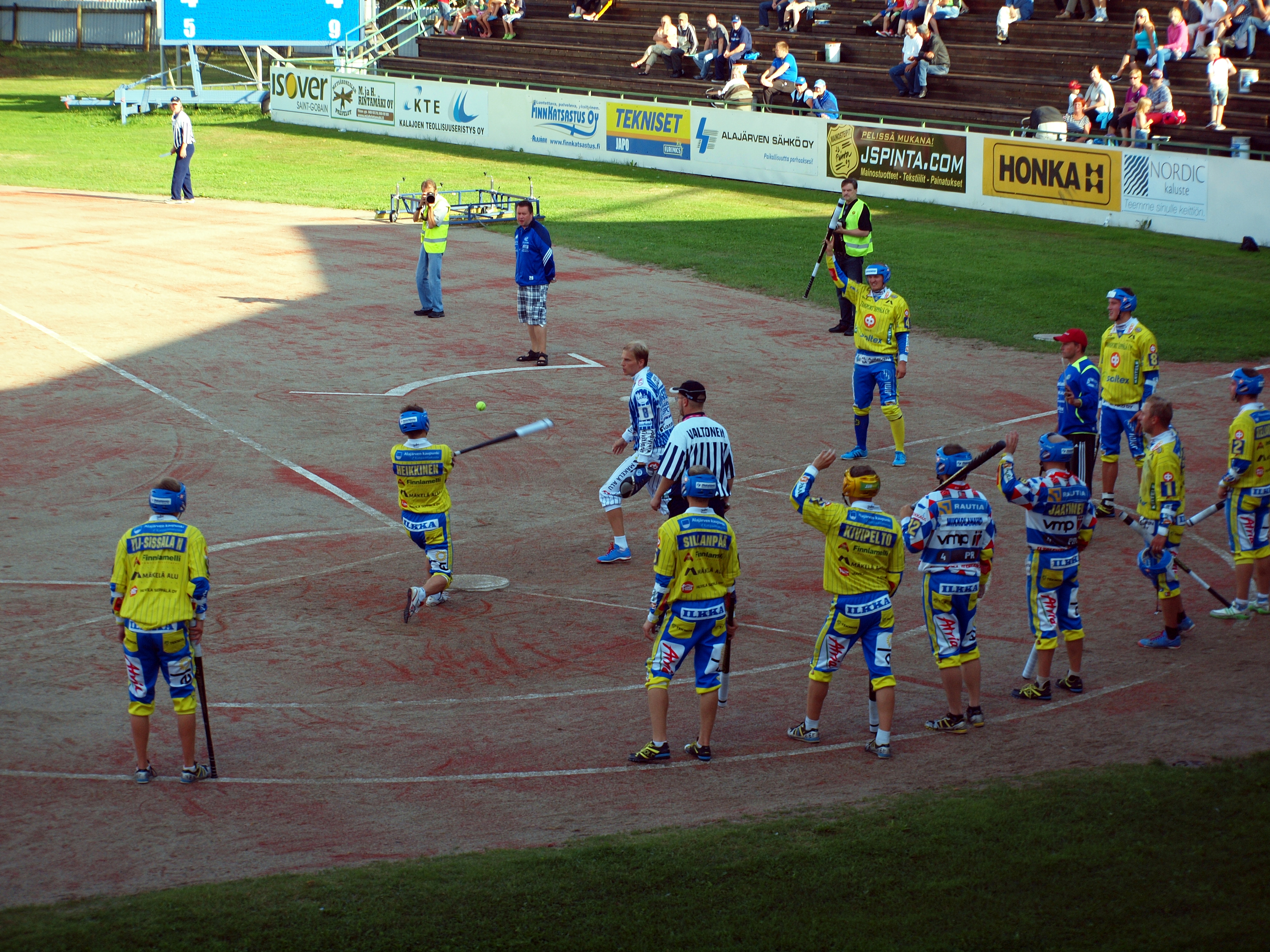
Superpesis-Spielszene: Alajärvi gegen Vimpeli.

Die Superpesis-Mannschaften der Saison 2022 waren folgende:

## Mannschaften

### Herren
| Mannschaft              | Stadt      | Stadion                 | gegründet |
| ----------------------- | ---------- | ----------------------- | --------- |
| Hyvinkään Tahko         | Hyvinkää   | Pihkala stadium         | 1915      |
| Imatran Pallo-Veikot    | Imatra     | Ukonniemi stadium       | 1955      |
| Joensuun Maila          | Joensuu    | Kerubi Stadion          | 1958      |
| Kankaanpään Maila       | Kankaanpää | Pohjanlinna stadium     | 1958      |
| Kempeleen Kiri          | Kempele    | Sarkkiranta stadium     | 1915      |
| Kiteen Pallo -90        | Kitee      | Rantakenttä             | 1990      |
| Koskenkorvan Urheilijat | Ilmajoki   | Sähkökoje Areena        | 1945      |
| Kouvolan Pallonlyöjät   | Kouvola    | KSS Energia Areena      | 1931      |
| Manse PP                | Tampere    | Kauppi pesäpallostadium | 2005      |
| Pattijoen Urheilijat    | Raahe      | Rännäri                 | 1928      |
| Seinäjoen JymyJussit    | Seinäjoki  | Kotijoukkue Areena      | 2012      |
| Sotkamon Jymy           | Sotkamo    | Hiukka stadium          | 1909      |
| Vimpelin Veto           | Vimpeli    | Saarikenttä             | 1934      |

### Damen
| Mannschaft             | Stadt     | Stadion                     | gegründet |
| ---------------------- | --------- | --------------------------- | --------- |
| Fera                   | Rauma     | Topteam-Areena              | 1958      |
| Hyvinkään Tahko        | Hyvinkää  | Pihkala stadium             | 1915      |
| Joensuun Maila         | Joensuu   | Kerubi Stadium              | 1958      |
| Kempeleen Kiri         | Kempele   | Sarkkiranta stadium         | 1915      |
| Kirittäret             | Jyväskylä | Hippos stadium              | 1999      |
| Lapuan Virkiä          | Lapua     | Lukkarila stadium           | 1907      |
| Manse PP               | Tampere   | Kauppi pesäpallostadium     | 2011      |
| Pesäkarhut             | Pori      | Erku-Areena                 | 1985      |
| Pöytyän Urheilijat     | Pöytyä    | Kymppi-Katto Arena          | 1945      |
| Roihu                  | Helsinki  | Roihuvuori ballpark         | 1957      |
| Seinäjoen Maila-Jussit | Seinäjoki | Kotijoukkue Areena          | 1932      |
| Vaasan mailattaret     | Vaasa     | Hietalahti pesäpallostadium | 1933      |

## Siegerliste

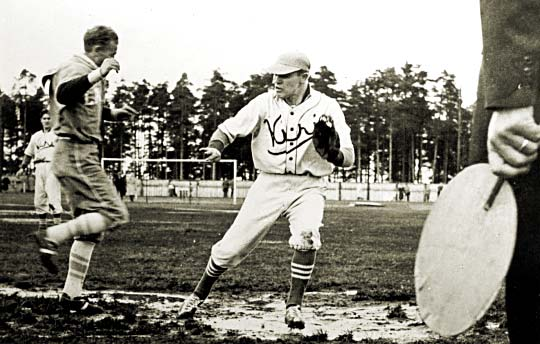
Finnisches Baseball hat eine lange Tradition und ist bereits seit dem Zweiten Weltkrieg populär. Das Bild zeigt eine Spielszene zwischen Kiri in Jyväskyla und Mailaveikko in Lahti 1953.

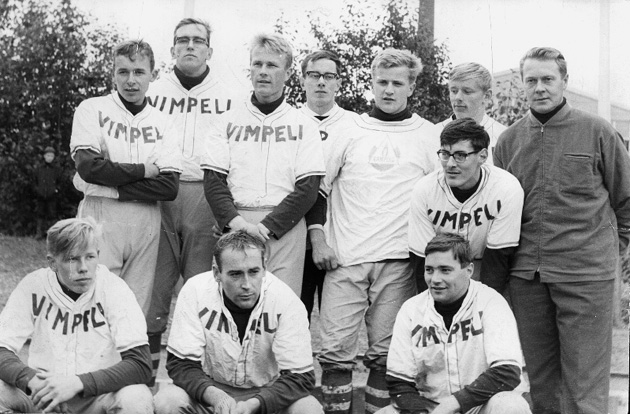
Siegerfoto, Vimpelin Veto 1965

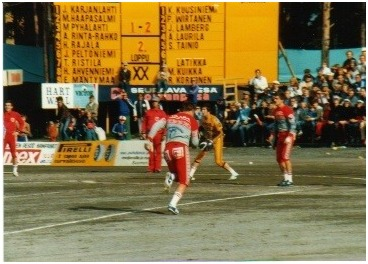
Bild von der Herren-Finalserie 1981 zwischen SMJ und Tahko.

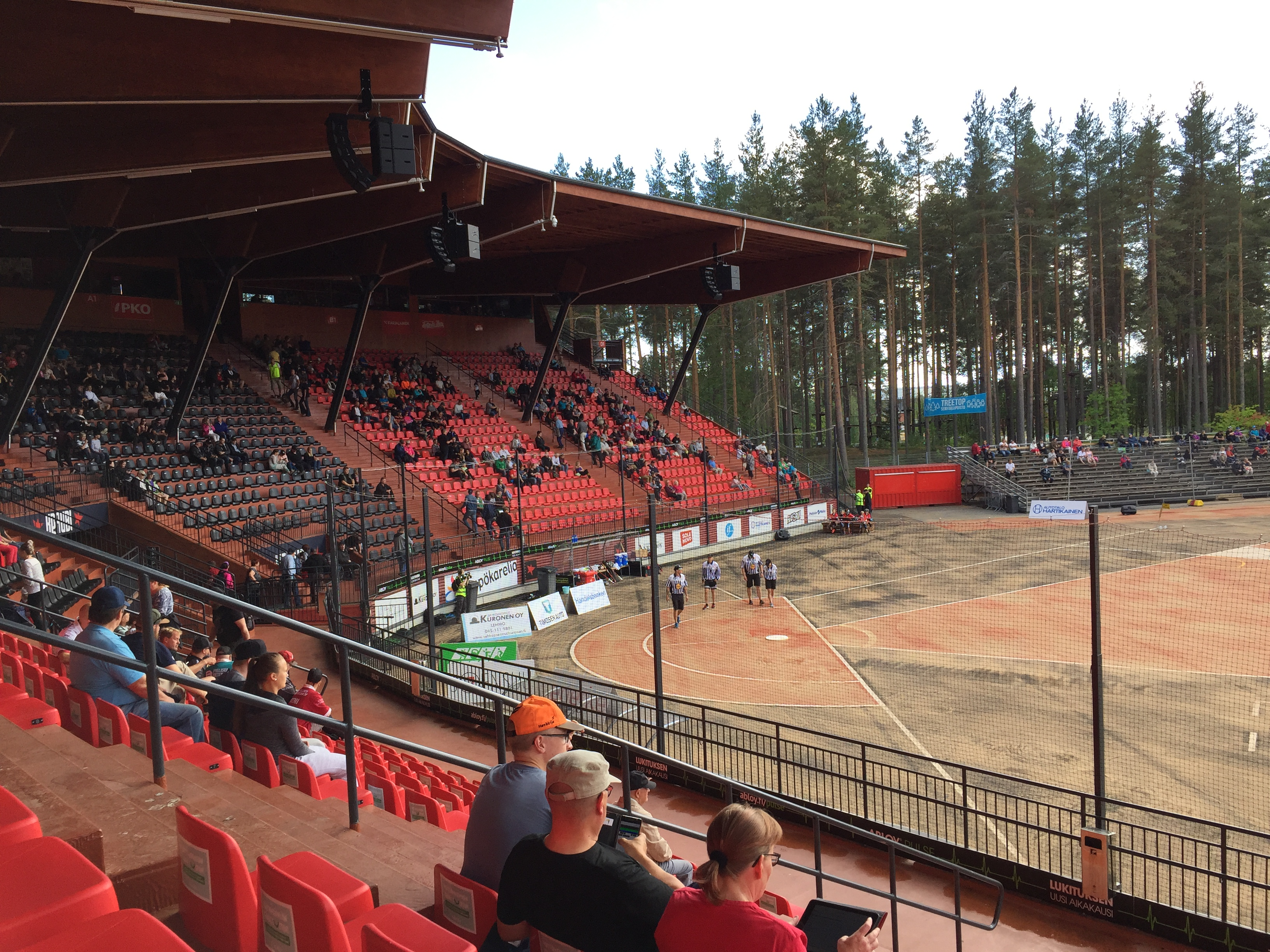
Joensuu Joma (Kerubi_Stadion)

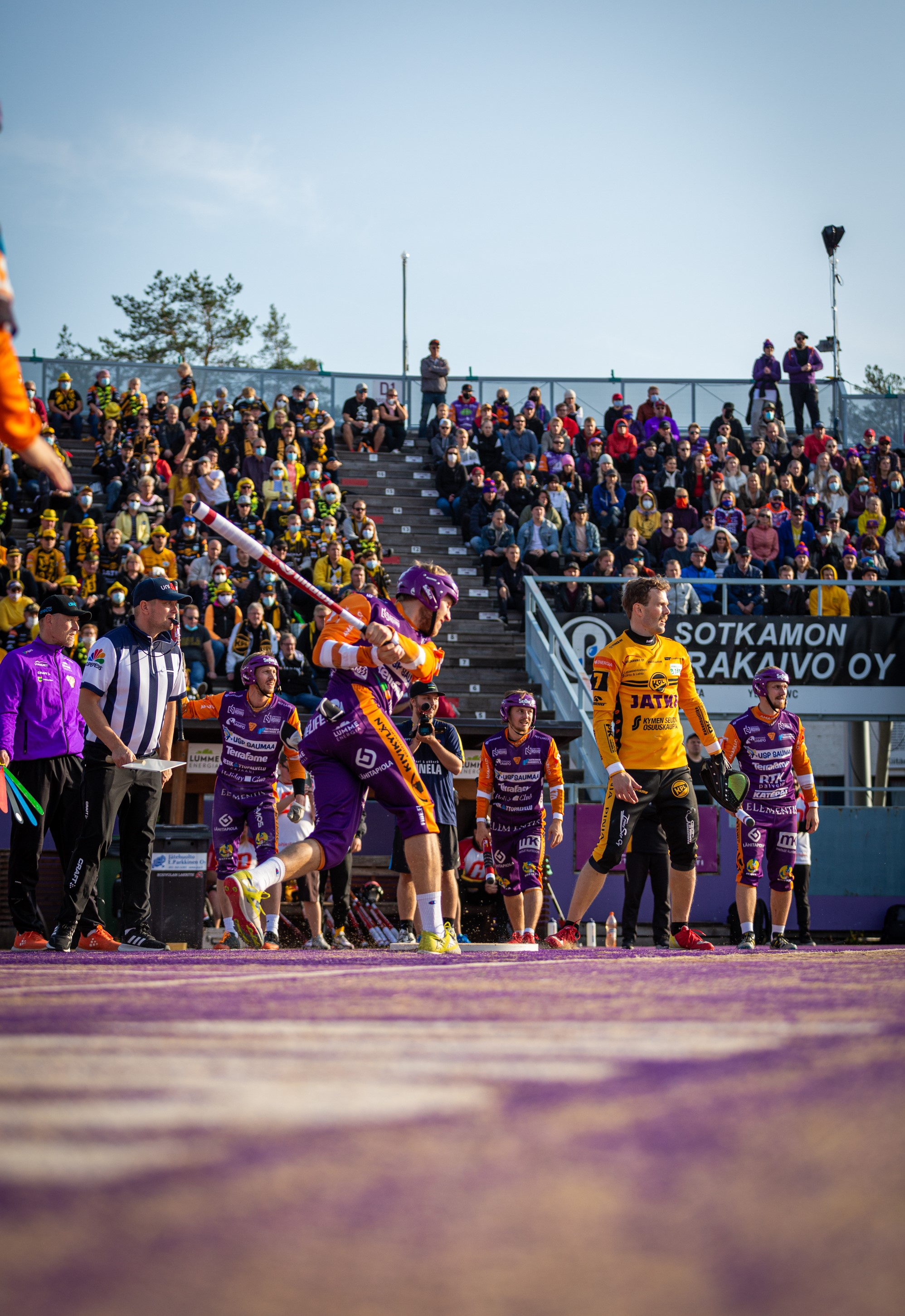
Sotkamon Jymy - Kouvolan Pallonlyöjät 2020 (Finalspiel)

### Finalserien (SM-sarja) 1922–1989

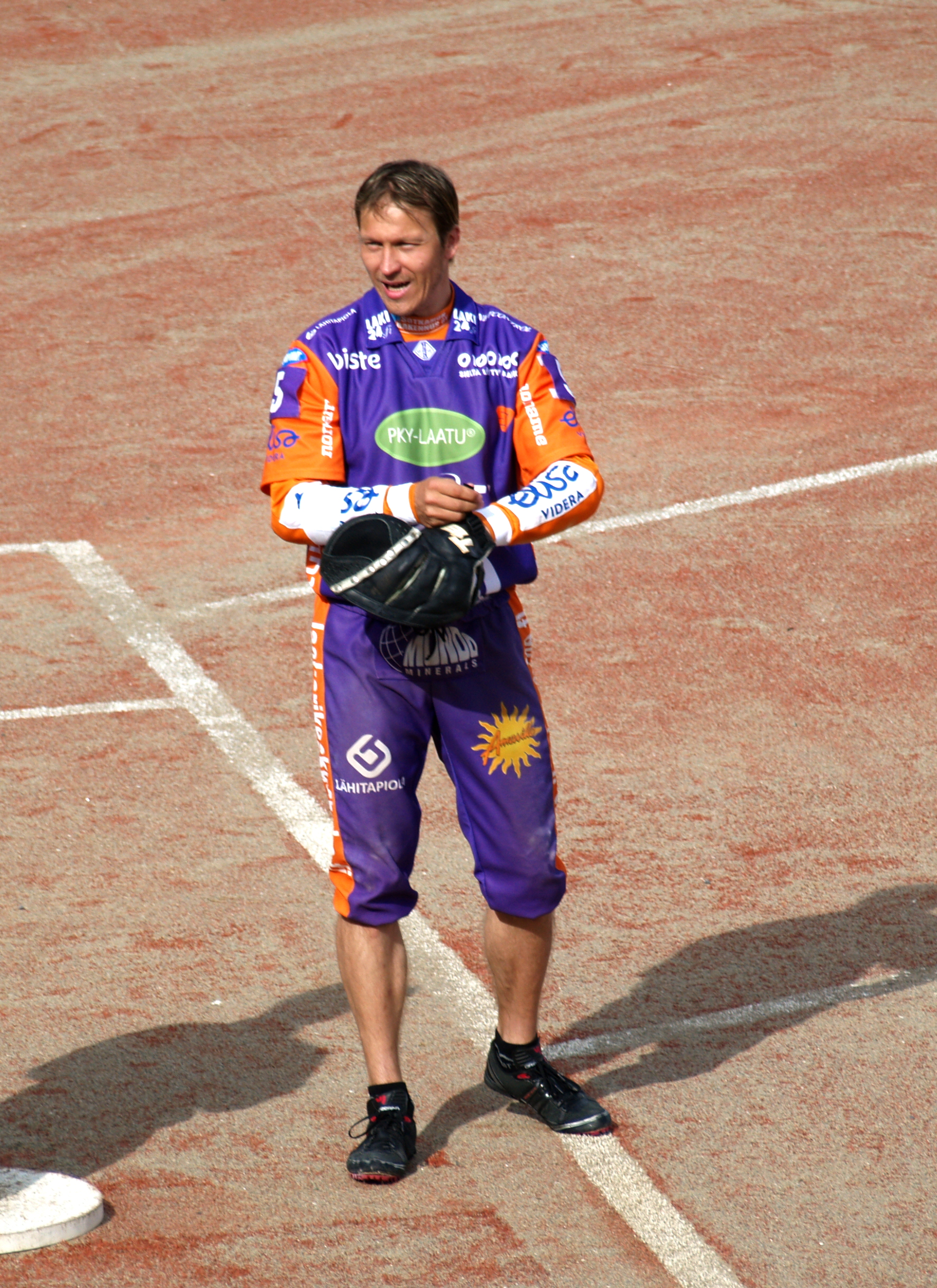
Toni Kohonen ist einer der erfolgreichsten Pesäpallo-Spieler aller Zeiten.

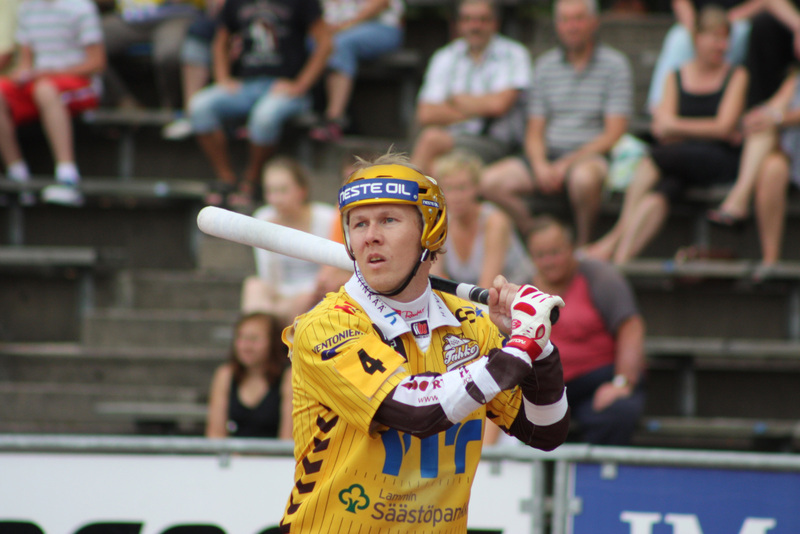
Spieler des Jahres 2012: Juha Korhonen (Hyvinkää Tahko)

| Jahr | Herren                               | Damen                             |
| ---- | ------------------------------------ | --------------------------------- |
| 1922 | Helsingin Pallonlyöjät, Helsinki     |                                   |
| 1923 | Helsingin Pallonlyöjät, Helsinki     |                                   |
| 1924 | Helsingin Pallonlyöjät, Helsinki     |                                   |
| 1925 | Lahden Suojeluskunta, Lahti          |                                   |
| 1926 | Helsingin Pallonlyöjät, Helsinki     |                                   |
| 1927 | Helsingin Pallonlyöjät, Helsinki     |                                   |
| 1928 | Viipurin Pallonlyöjät, Vyborg        |                                   |
| 1929 | Lahden Maila-Veikot, Lahti           |                                   |
| 1930 | Lahden Maila-Veikot, Lahti           |                                   |
| 1931 | Lahden Maila-Veikot, Lahti           | Lahden Maila-Veikot, Lahti        |
| 1932 | Lahden Maila-Veikot, Lahti           | Helsingin Pallonlyöjät, Helsinki  |
| 1933 | Riihimäen Pallonlyöjät, Riihimäki    | Tampereen Pyrintö, Tampere        |
| 1934 | Helsingin Pallonlyöjät, Helsinki     | Viipurin Pallonlyöjät, Vyborg     |
| 1935 | Kuusankosken Veto, Kuusankoski       | Tampereen Pyrintö, Tampere        |
| 1936 | Hämeenlinnan Pallokerho, Hämeenlinna | Tampereen Pyrintö, Tampere        |
| 1937 | Kuusankosken Veto, Kuusankoski       | Tampereen Pyrintö, Tampere        |
| 1938 | Helsingin Pallonlyöjät, Helsinki     | Katajanokan Haukat, Helsinki      |
| 1939 | Haminan Palloilijat, Hamina          | Katajanokan Haukat, Helsinki      |
| 1940 | Kuusankosken Veto, Kuusankoski       | Katajanokan Haukat, Helsinki      |
| 1941 | nicht ausgetragen                    | nicht ausgetragen                 |
| 1942 | Valtion lentokonetehdas, Tampere     | nicht ausgetragen                 |
| 1943 | Haminan Palloilijat, Hamina          | nicht ausgetragen                 |
| 1944 | nicht ausgetragen                    | nicht ausgetragen                 |
| 1945 | Toijalan Pallo-Veikot, Toijala       | nicht ausgetragen                 |
| 1946 | Toijalan Pallo-Veikot, Toijala       | Katajanokan Haukat, Helsinki      |
| 1947 | Haminan Palloilijat, Hamina          | Vimppelin Veto, Vimpeli           |
| 1948 | Haminan Palloilijat, Hamina          | Vimppelin Veto, Vimpeli           |
| 1949 | Lahden Maila-Veikot, Lahti           | Lahden Koripalloilijat, Lahti     |
| 1950 | Lahden Maila-Veikot, Lahti           | Helsingin Pallo-Toverit, Helsinki |
| 1951 | Lahden Maila-Veikot, Lahti           | Helsingin Pallo-Toverit, Helsinki |
| 1952 | Lahden Maila-Veikot, Lahti           | Helsingin Pallo-Toverit, Helsinki |
| 1953 | Jyväskylän Kiri, Jyväskylä           | Helsingin Pallo-Toverit, Helsinki |
| 1954 | Haminan Palloilijat, Hamina          | Helsingin Pallo-Toverit, Helsinki |
| 1955 | Haminan Palloilijat, Hamina          | Kelta-Mustat, Kuopio              |
| 1956 | Jyväskylän Kiri, Jyväskylä           | Helsingin Pallo-Toverit, Helsinki |
| 1957 | Jyväskylän Kiri, Jyväskylä           | Jyväskylän Kiri, Jyväskylä        |
| 1958 | Jyväskylän Kiri, Jyväskylä           | Helsingin Pallo-Toverit, Helsinki |
| 1959 | Helsingin Pallo-Toverit, Helsinki    | Helsingin Pallo-Toverit, Helsinki |
| 1960 | Vimpelin Veto, Vimpeli               | Työväen Mailapojat, Helsinki      |
| 1961 | Ilmajoen Kisailijat, Ilmajoki        | Työväen Mailapojat, Helsinki      |
| 1962 | Ilmajoen Kisailijat, Ilmajoki        | Työväen Mailapojat, Helsinki      |
| 1963 | Sotkamon Jymy, Sotkamo               | Helsingin Pallo-Toverit, Helsinki |
| 1964 | Jyväskylän Kiri. Jyväskylä           | Helsingin Pallo-Toverit, Helsinki |
| 1965 | Vimpelin Veto, Vimpeli               | Helsingin Pallo-Toverit, Helsinki |
| 1966 | Kouvolan Pallonlyöjät, Kouvola       | Helsingin Pallo-Toverit, Helsinki |
| 1967 | Kouvolan Pallonlyöjät, Kouvola       | Työväen Mailapojat, Helsinki      |
| 1968 | Kouvolan Pallonlyöjät, Kouvola       | Työväen Mailapojat, Helsinki      |
| 1969 | Kouvolan Pallonlyöjät, Kouvola       | Työväen Mailapojat, Helsinki      |
| 1970 | Ulvilan Pesä-Veikot, Ulvila          | Puna-Mustat, Helsinki             |
| 1971 | Oulun Lippo, Oulu                    | Työväen Mailapojat, Helsinki      |
| 1972 | Oulun Lippo, Oulu                    | Puna-Mustat, Helsinki             |
| 1973 | Puna-Mustat, Helsinki                | Työväen Mailapojat, Helsinki      |
| 1974 | Haminan Palloilijat, Hamina          | Puna-Mustat, Helsinki             |
| 1975 | Seinäjoen Maila-Jussit, Seinäjoki    | Puna-Mustat, Helsinki             |
| 1976 | Kouvolan Pallonlyöjät, Kouvola       | Puna-Mustat, Helsinki             |
| 1977 | Imatran Pallo-Veikot, Imatra         | Seinäjoen Maila-Jussit, Seinäjoki |
| 1978 | Imatran Pallo-Veikot, Imatra         | Lapuan Virkiä, Lapua              |
| 1979 | Hyvinkään Tahko, Hyvinkää            | Hyvinkään Tahko, Hyvinkää         |
| 1980 | Hyvinkään Tahko, Hyvinkää            | Riihimäen Pallonlyöjät, Riihimäki |
| 1981 | Hyvinkään Tahko, Hyvinkää            | Riihimäen Pallonlyöjät, Riihimäki |
| 1982 | Jyväskylän Kiri, Jyväskylä           | Lännen Pallo, Turku               |
| 1983 | Seinäjoen Maila-Jussit, Seinäjoki    | Hyvinkään Tahko, Hyvinkää         |
| 1984 | Jyväskylän Kiri, Jyväskylä           | Mansen Pesäpallo, Tampere         |
| 1985 | Seinäjoen Maila-Jussit, Seinäjoki    | Ikaalisten Tarmo, Ikaalinen       |
| 1986 | Imatran Pallo-Veikot, Imatra         | Ikaalisten Tarmo, Ikaalinen       |
| 1987 | Seinäjoen Maila-Jussit, Seinäjoki    | Ikaalisten Tarmo, Ikaalinen       |
| 1988 | Alajärven Ankkurit, Alajärvi         | Lapuan Virkiä, Lapua              |
| 1989 | Alajärven Ankkurit, Alajärvi         | Jyväskylän Kiri, Jyväskylä        |

| Jahr | Herren                       | Damen                              |
| ---- | ---------------------------- | ---------------------------------- |
| 1990 | Sotkamon Jymy, Sotkamo       | Viinijärven Urheilijat, Viinijärvi |
| 1991 | Imatran Pallo-Veikot, Imatra | Ikaalisten Tarmo, Ikaalinen        |
| 1992 | Sotkamon Jymy, Sotkamo       | Lapuan Virkiä, Lapua               |
| 1993 | Sotkamon Jymy, Sotkamo       | Lapuan Virkiä, Lapua               |
| 1994 | Oulun Lippo, Oulu            | Oulun Lippo, Oulu                  |
| 1995 | Sotkamon Jymy, Sotkamo       | Oulun Lippo, Oulu                  |
| 1996 | Sotkamon Jymy, Sotkamo       | Jyväskylän Kiri, Jyväskylä         |
| 1997 | Sotkamon Jymy, Sotkamo       | Jyväskylän Kiri, Jyväskylä         |
| 1998 | Oulun Lippo, Oulu            | Vihdin Pallo, Vihti                |
| 1999 | Kiteen Pallo -90, Kitee      | Siilinjärven Pesis, Siilinjärvi    |
| 2000 | Kiteen Pallo -90, Kitee      | Pattijoen Urheilijat, Pattijoki    |
| 2001 | Sotkamon Jymy, Sotkamo       | Lapuan Virkiä, Lapua               |
| 2002 | Sotkamon Jymy, Sotkamo       | Pesäkarhut, Pori                   |
| 2003 | Sotkamon Jymy, Sotkamo       | Jyväskylän Kirittäret, Jyväskylä   |
| 2004 | Sotkamon Jymy, Sotkamo       | Lapuan Virkiä, Lapua               |
| 2005 | Kiteen Pallo -90, Kitee      | Jyväskylän Kirittäret, Jyväskylä   |
| 2006 | Sotkamon Jymy, Sotkamo       | Jyväskylän Kirittäret, Jyväskylä   |
| 2007 | Hyvinkään Tahko, Hyvinkää    | Jyväskylän Kirittäret, Jyväskylä   |
| 2008 | Pattijoen Urheilijat, Raahe  | Jyväskylän Kirittäret, Jyväskylä   |
| 2009 | Sotkamon Jymy, Sotkamo       | Jyväskylän Kirittäret, Jyväskylä   |
| 2010 | Vimpelin Veto, Vimpeli       | Jyväskylän Kirittäret, Jyväskylä   |
| 2011 | Sotkamon Jymy, Sotkamo       | Lapuan Virkiä, Lapua               |
| 2012 | Sotkamon Jymy, Sotkamo       | Lapuan Virkiä, Lapua               |
| 2013 | Sotkamon Jymy, Sotkamo       | Lapuan Virkiä, Lapua               |
| 2014 | Sotkamon Jymy, Sotkamo       | Lapuan Virkiä, Lapua               |
| 2015 | Sotkamon Jymy, Sotkamo       | Lapuan Virkiä, Lapua               |
| 2016 | Vimpelin Veto, Vimpeli       | Jyväskylän Kirittäret, Jyväskylä   |
| 2017 | Vimpelin Veto, Vimpeli       | Manse PP, Tampere                  |
| 2018 | Joensuun Maila, Joensuu      | Jyväskylän Kirittäret, Jyväskylä   |
| 2019 | Joensuun Maila, Joensuu      | Jyväskylän Kirittäret, Jyväskylä   |
| 2020 | Sotkamon Jymy, Sotkamo       | Jyväskylän Kirittäret, Jyväskylä   |
| 2021 | Manse PP, Tampere            | Pesäkarhut, Pori                   |
| 2022 | Vimpelin Veto, Vimpeli       | Jyväskylän Kirittäret, Jyväskylä   |